# Vivien Brisse

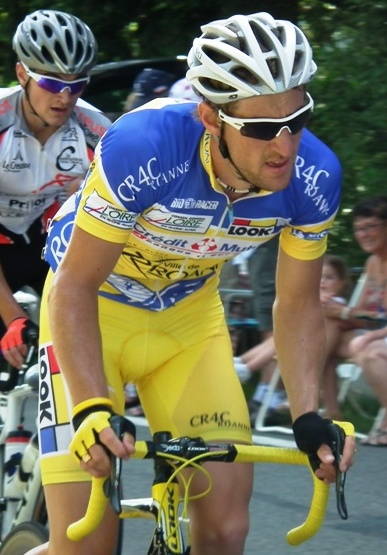
Vivien Brisse

Vivien Brisse (* 8. April 1988 in Saint-Étienne) ist ein französischer Radrennfahrer, der auf Straße und Bahn aktiv ist.
2006 wurde Vivien Brisse französischer Junioren-Meister im Zweier-Mannschaftsfahren, gemeinsam mit Kévin Fouache. Drei Jahre später wurde er nationaler Meister im Punktefahren. 2010 belegte er bei den Bahn-Weltmeisterschaften den neunten Platz in der Mannschaftsverfolgung (mit Julien Morice, Julien Duval und Benoît Daeninck). Bei den Bahn-Europameisterschaften (U23) im selben Jahr wurde der französische Vierer mit Brisse, Duval, Morice und Nicolas Giulia Dritter. 2011 wurde er bei den Bahn-Europameisterschaften der Elite in Apeldoorn Dritter im Zweier-Mannschaftsfahren, mit Morgan Kneisky. Zudem stand er bei nationalen Bahn-Meisterschaften mehrfach auf dem Podium.
2013 wurde Brisse gemeinsam mit Morgan Kneisky in Minsk Weltmeister im Zweier-Mannschaftsfahren.

## Erfolge
2006
- Europameisterschaft – Mannschaftsverfolgung (Junioren) mit Vincent Dauga, Alexandre Lemair und Bryan Nauleau
- Französischer Meister – Madison (Junioren) mit Kévin Fouache

2009
- Französischer Meister – Punktefahren

2010
- U23-Europameisterschaft – Mannschaftsverfolgung (mit Julien Duval, Nicolas Giulia und Julien Morice)

2011
- Europameisterschaft – Madison mit Morgan Kneisky

2012
- Weltcup Glasgow – Madison mit Thomas Boudat

2013
- Weltmeister – Madison mit Morgan Kneisky
- 4 Jours Cyclistes de Grenoble mit Morgan Kneisky

2014
- Europameisterschaft – Madison mit Morgan Kneisky